# Gustaf Eneström
Gustaf Hjalmar Eneström (5 de septiembre de 1852 - 10 de junio de 1923) fue un matemático, estadístico e historiador de las matemáticas sueco, conocido por introducir el índice Eneström, que se utiliza para identificar los escritos de Euler. La mayoría de los eruditos históricos se refieren a las obras de Euler por su índice Eneström.

## Semblanza
Eneström recibió un título de bachiller en ciencias (filosofie kandidat) por la Universidad de Uppsala en 1871, obtuvo un puesto en la Biblioteca de la Universidad de Uppsala en 1875 y en la Biblioteca Nacional de Suecia en 1879. 
De 1884 a 1914 editó la revista matemático-histórica Bibliotheca Mathematica, que fundó y financió parcialmente con sus propios medios. En cuanto a la historia de las matemáticas, era conocido por su actitud crítica respecto a Moritz Cantor. 
Con Sōichi Kakeya, es conocido por el teorema de Eneström-Kakeya, que determina un anillo que contiene las raíces de un polinomio real. 
En 1923, George Sarton escribió: "Nadie ha hecho más por el buen desarrollo de nuestros estudios", añadiendo que: "la presencia misma de Eneström obligó a cada erudito a dedicado a la historia de las matemáticas a aumentar su circunspección y a mejorar su trabajo".